# کبوتردریایی بنرمن
کبوتردریایی بنرمن (نام علمی: Puffinus bannermani) نام یک گونه از سرده کبوتردریایی‌های آب‌شکاف است.